# Aprionella unicolor
Aprionella unicolor là một loài bọ cánh cứng trong họ Cerambycidae.